# 芬蘭教育
芬蘭教育為免學費以及全額補助伙食的教育系統。目前的芬蘭的教育系統包含日間托育/幼兒園系統（从9个月的嬰幼兒开始）以及一年的学前预科班（供六歲兒童就讀）、12年的義務教育（7歲開始到18歲）為綜合型、義務教育後發展為學術型以及職業教育、高等教育（大學以及應用科学大學）、以及成人（終身教育）。芬蘭的教育政策為透過政府補助下建構出實現平等以及提供優質的綜合型教育系統，而不用淘汰、分組或是放棄任何一位學生。其中一項教育政策是廣泛地提供教育系統，這樣使學生得以就近念書，如果還是無法就近念書，如農村地區，則在偏遠地區提供免費交通運輸系統。包含特殊教育在內，在課堂的教學工作儘量減少程度落差也是北歐式的教育特色。
經過九年的基礎教育課程後，學生在16歲時可以選擇繼續中學教育並進入學術性的文理中學（芬蘭語：lukio），或是職業性的職業高中（芬蘭語：ammattikoulu）。兩者皆就讀三年，並且可以接續就讀高等教育。高等教育分成一般的大學（芬蘭語：yliopisto）以及应用科学大學（芬蘭語：ammattikorkeakoulu）系統。一般大學提供學士到博士學位。過去，只有大學畢業生可以就讀更高的學位，不過自從簽訂博洛尼亞進程後，任何大學同等學位的學生都可以就讀更高的學位。在芬蘭有15間大學以及27間应用科学大學。
2008年的聯合國出版的人類發展指數中的教育指數中，根據2006年的資料，芬蘭為 0.993，與澳大利亞，丹麥，紐西蘭並列世界第一。芬蘭教育部將這項成就歸功於「教育系統（統一的基礎教育），高度專業的教師以及給予學校自主權」。
芬蘭教育在國際學生能力評估計劃也名列前茅，雖然最近幾年的表現不再頂標。2012年的報告中，芬蘭在閱讀方面名列第六，數學十二，科學第五。2003年時，芬蘭在科學及閱讀都是名列第一，數學第二。世界經濟論壇將芬蘭的高等教育排名第一。
2018年，有專欄到芬蘭集中報導當地的教育，並指出較亞洲地區更懂得寓學習於娛樂，而且即使是音樂、家政這類於中小學被視為「閑科」的科目，亦被校方認真對待，而學生亦十分享受。而當地小學評分準則滿分為十分，四分代表不合格，七分屬一般，而八分是好，另外是沒有零分的。

## 早期兒童教育
在芬蘭，高品質的日間以及兒童照顧中心，均認為替兒童發展終身合作以及溝通技巧，是如同學習閱讀以及數學的重要工作。這段準備期間會持續到7歲。
芬蘭的幼兒教育強調尊重每個孩童的個性，並使每個孩童都有機會發展。芬蘭的早期教育也領導孩童發展社交以及互動技巧，鼓勵孩童注意其他人的需要以及興趣，照顾其他人，以及對其他人、文化以及環境保持正面態度。逐步提供獨立精神的目的為讓孩童都能成為「照顧自己的成人，並有能力做負責任的決定，並積極參與社會的公民，並關心其他需要幫忙的人」。
為了培養閱讀文化，新生兒的父母會收到三本書，兩本給父母，一本給小孩，這是產婦包裡面的物件之一。根據芬蘭兒童發展專家埃娃·胡亞拉（Eeva Hujala）表示：「早期教育是終身學習最初以及最重要的階段。神經學研究顯示在人生最初的五年間，大腦將會發育 90% ，85% 的神經路徑會於上小學前發育（芬蘭的小學从七歲開始）」。家庭照顧（care）在此語境下等於教養以及被視為家長與社會互相合作，讓孩童的物質（適當飲食，保持潔淨）以及心靈上（溝通、社交意識、同情、自我反省等）各方面都在七歲的正式教育前開始。主要目的是，在七歲前透過遊戲中學習，在正式上學時就可以保持熱衷學習的態度。
芬蘭從1990年開始啟動全面的免費日間兒童照顧計畫（daycare），照顧八個月大到五歲的嬰幼兒。以及從1996年開始啟用為期一年的「学前班/幼兒園」（preschool/kindergarten），接受六歲的兒童。日間兒童照顧計畫包含全日制的兒童照顧中心以及各種成人監督的市區遊樂場所，供父母與小孩陪同。政府補助母親在家庭照顧，並提供可選擇性的前三年的「家庭照顧」(home daycare)。在某些情況下，會包含照顧員訪視家庭瞭解家庭環境是否適當。地方兒童照顧服務（無論是自費或是接受地方或中央政府補助）的照顧員與孩童的比例，3歲以下為：3位照顧員（一名教師與兩名護理師）對12名幼兒（或是一對四）；4到6歲的比例為：3位照顧員（一名教師與兩名護理師）對20位幼童（或是一對）。付費方式依照家庭收入比例調整，最高不得超過一個月200歐元。根據參觀過的學者 Pepa Ódena 表示：「不是在裡面被教育，而是學習。孩童透過遊戲學習。這個理念在我們訪問過的學校都是如此，教師也是這麼說，參觀的人看到的也是如此」。
早期兒童教育雖然不是強制性質，但是在芬蘭幾乎都這麼做。赫爾辛基教育部門的埃娃·彭蒂萊（Eeva Penttilä）解釋：「我們認為兒童應有照顧以及學前教育的權利。」「這不是你去工作的時候把小孩丟在那裡不管。這是你的孩子可以一邊學習一邊交友的地方，好的父母都會把小孩放置照護中心。這跟貧富無關。」
對幼兒園的學童來說重點放在「學習怎麼學習」，彭蒂萊女士表示。並不把重點放在閱讀或數學，而是在自然、動物以及『生命循環』。

## 基礎綜合教育
| 學術性大學              | 应用科学大學            | 应用科学大學                  | 应用科学大學                  | 应用科学大學                  | 年齡  |
| ----------------------- | ----------------------- | ----------------------------- | ----------------------------- | ----------------------------- | ----- |
| 博士                    | 就業                    | 就業                          | 就業                          | 就業                          |       |
| 准博士(licentiate)      | 就業                    | 就業                          | 就業                          | 就業                          |       |
| 碩士                    | 碩士 (新增)             | 碩士 (新增)                   | 碩士 (新增)                   | 碩士 (新增)                   | +2-3  |
| 學士                    | 學士                    | 學士                          | 學士                          | 學士                          | +3-4  |
| 高級中學 （選擇性就讀） | 高級中學 （選擇性就讀） | 技術型高級中學 （選擇性就讀） | 技術型高級中學 （選擇性就讀） | 技術型高級中學 （選擇性就讀） | 18-19 |
| 高級中學 （選擇性就讀） | 高級中學 （選擇性就讀） | 技術型高級中學 （選擇性就讀） | 技術型高級中學 （選擇性就讀） | 技術型高級中學 （選擇性就讀） | 17-18 |
| 高級中學 （選擇性就讀） | 高級中學 （選擇性就讀） | 技術型高級中學 （選擇性就讀） | 技術型高級中學 （選擇性就讀） | 技術型高級中學 （選擇性就讀） | 16-17 |
| 綜合學校 （義務教育）   | 綜合學校 （義務教育）   | 綜合學校 （義務教育）         | 綜合學校 （義務教育）         | 綜合學校 （義務教育）         | 15-16 |
| 綜合學校 （義務教育）   | 綜合學校 （義務教育）   | 綜合學校 （義務教育）         | 綜合學校 （義務教育）         | 綜合學校 （義務教育）         | 14-15 |
| 綜合學校 （義務教育）   | 綜合學校 （義務教育）   | 綜合學校 （義務教育）         | 綜合學校 （義務教育）         | 綜合學校 （義務教育）         | 13-14 |
| 綜合學校 （義務教育）   | 綜合學校 （義務教育）   | 綜合學校 （義務教育）         | 綜合學校 （義務教育）         | 綜合學校 （義務教育）         | 12-13 |
| 綜合學校 （義務教育）   | 綜合學校 （義務教育）   | 綜合學校 （義務教育）         | 綜合學校 （義務教育）         | 綜合學校 （義務教育）         | 11-12 |
| 綜合學校 （義務教育）   | 綜合學校 （義務教育）   | 綜合學校 （義務教育）         | 綜合學校 （義務教育）         | 綜合學校 （義務教育）         | 10-11 |
| 綜合學校 （義務教育）   | 綜合學校 （義務教育）   | 綜合學校 （義務教育）         | 綜合學校 （義務教育）         | 綜合學校 （義務教育）         | 9-10  |
| 綜合學校 （義務教育）   | 綜合學校 （義務教育）   | 綜合學校 （義務教育）         | 綜合學校 （義務教育）         | 綜合學校 （義務教育）         | 8-9   |
| 綜合學校 （義務教育）   | 綜合學校 （義務教育）   | 綜合學校 （義務教育）         | 綜合學校 （義務教育）         | 綜合學校 （義務教育）         | 7-8   |
| 幼兒園                  | 幼兒園                  | 幼兒園                        | 幼兒園                        | 幼兒園                        | 6-7   |

芬蘭的基本義務教育為九年的綜合學校（芬蘭語：peruskoulu，意即「基本學校」)，此為強制性教育（雖然也有在家自學，但少見）。在芬蘭的學校沒有「資優」教育，而增加更多幫助學習緩慢的學生的課程。
芬蘭的學校到大學階段之前幾乎都是由芬蘭的地方政府負責補助和管理。有少數的私立學校。成立私立學校需要由芬蘭的地方議會通過。一旦通過，私立學校也可獲得如公立學校同樣程度的補助。然而，即使是私立學校，依然不可收費，並且禁止挑選學生。因此，私立學校必須接收所有如同公立學校一樣程度的學生。除此之外，私立學校也必須提供如公立學校所提供給學生的同等待遇。因此，在芬蘭的私立學校大都是宗教學校或是華德福教育的學校，並且必須採綜合型。
芬蘭的教師都可加入工會，雖然遵守課綱但是依然有很大程度的自主權，並且可以自行選擇教科書。
芬蘭的課堂都是小班教學，一個班級通常不多或是少於20名學生。一開始就設計學生將學習兩種語言（通常是芬蘭語和瑞典語），而從一到九年級間，學生將每週從4到9節課間選讀藝術、音樂、烹飪、木工、金屬加工、編織等課程。小班教學是由教師公會所要求，與學生的學習成就有關。在班級內，氣氛相當輕鬆。与日本要求换上室内鞋进入学校相似，为了建築物保持整潔，學生通常穿著襪子而非鞋子。校園強調戶外活動，即使是最寒冷的天氣，而回家作業都極少量讓時間可以保留到戶外活動。除了學校的音樂課，許多學生都會參加課外的政府補助的音樂學校。只要繳少量的學費，即可學習一項樂器當作興趣或是基本發音以及音樂理論等等。
芬蘭積極鼓勵為樂趣閱讀（芬蘭比其他國家出版更多兒童書籍）。電視節目播放外國節目時會附上原語言以及字幕，這樣芬蘭兒童就算看電視也可以閱讀。
在綜合學校的第一年，口頭評價比正式評分還多。數字的評分依照不同學校規定。一般常見的為，一年兩次的評價卡：在秋天結束以及春季兩次。並沒有高壓性測驗。
評分都在4到10之間，只有個別的測驗中有這樣的分數，禁止出現在學校年度評分或是基本教育證書上。在評分上允許出現'½'，意思是半級，以及「+」和「–」，代表增減四分之一。舉例來說，評分大小順序從「9 < 9+ < 9½ < 10– < 10」。「10+」級分用來鼓勵表現特別努力的學生身上。
如果一位學生在春季成績單上的單獨科目中拿到4級分，則必須在夏季結束時舉行單獨測驗以了解是否有進步。如果學生收到多項成績不合格，則必須重讀一年，並且替這位學生提供額外的幫忙與輔導。在極少數的情況下才會遇到學生需要留級，必須由教師群以及校長跟學生以及學生家長多方會談後決定。
綜合學校的學生享受許多社會福利，包括學校健保以及免費午餐，並且提供一天所需營養的三分之一。除此之外，學生有權獲得免費課本講義等，以及提供給離校過於偏遠地區的學生免費交通工具（或是住宿）。

## 進階中學教育
芬蘭的進階中學教育約從16至17歲開始，並至少三到四年。進階中學教育非義務性質。芬蘭的進階中學階段學生可以選擇進入技術型高級中學發展職業能力或是準備進入应用科学大學，也可以選擇進入文理中學準備上大學或是高等學術領域，如法律、醫學、科學、教育、人文科學等。進入學術性領域學校得看在校成績（GPA），在某些情況下得報名考試或面試。在2007年，約51%的學生進入學術性高級中學。
這樣的系統並非絕對性，某些職業學校的畢業生可以申請一般大學，而一般高中也可以進入職業性教育課程。也可以同時進入一般高中和職業高中。學費依舊免費，並且享受免費的學校健保以及午餐，但是教科書則要自費。
畢業之前，職業學校學生會收到職業學校畢業證書。一般高中學生則收到高中畢業證書以及參與高中毕业考試（芬蘭語：Ylioppilastutkinto）。高中毕业考試原本是進入赫爾辛基大學的入學測驗，但其很高的声望延续至今。某些選修特殊課程的學生則收到職業學校的畢業證書並且參與高中毕业考試，或是再加上高中毕业证书的三个證書。約83%的一般高中學生中，或是同龄组中的42%人能通过高中毕业考试。
進入应用科学大學需要學校畢業證書，但是高中毕业考试在升大學時更重要。某些大學或应用科学大學採取獨自的入学考试，大部分则採取高中毕业考试成績及獨自的入学考试成绩的混合方式。

### 進階中學教育的課程
芬蘭進階中學教育的課程中，學生可以選擇數學、第二國語、以及外國語等不同等級的課程。在開學初就必須完成選擇合適的課程，並在報名大學入學考試時選擇適當的試驗科目。並非一定要在大學入學考試時選擇跟就學時同樣程度的科目，但是大部分的學生會選擇跟自己學校上課的同樣程度考試科目。不過選讀進階課程的學生有些會在考試時選擇難度較低的考試科目。
學生選擇進階數學科，往往對進入理工大學的理工課程，或者是其它大學的數理科系，或是醫學系等較有利。在數學科目中，20%的學生選擇進階數學科目。在全國性的高中毕业考試上，採取了百分比的分級方式評定學生的數學能力。舉例來說，假設該年度的率先選擇一般高中，並且選擇了進階數學科，該學生的分級將被包含在該年級數學最好的0.4%當中，相當於美國高中SAT的數學滿分800分程度。

## 教師
無論是小學或是中學教師都得擁有碩士學位。教師在芬蘭是相當受敬重的職位，並且很難考上。在芬蘭想成為老師，成績一定要非常高，才能打敗競爭對手。大約只有10%的人才能考上教育科系。由於對職業的尊重以及比一般較高的薪水，使得更多人想從事教育行業，並且也讓芬蘭的教師品質更加提升。

## 高等教育

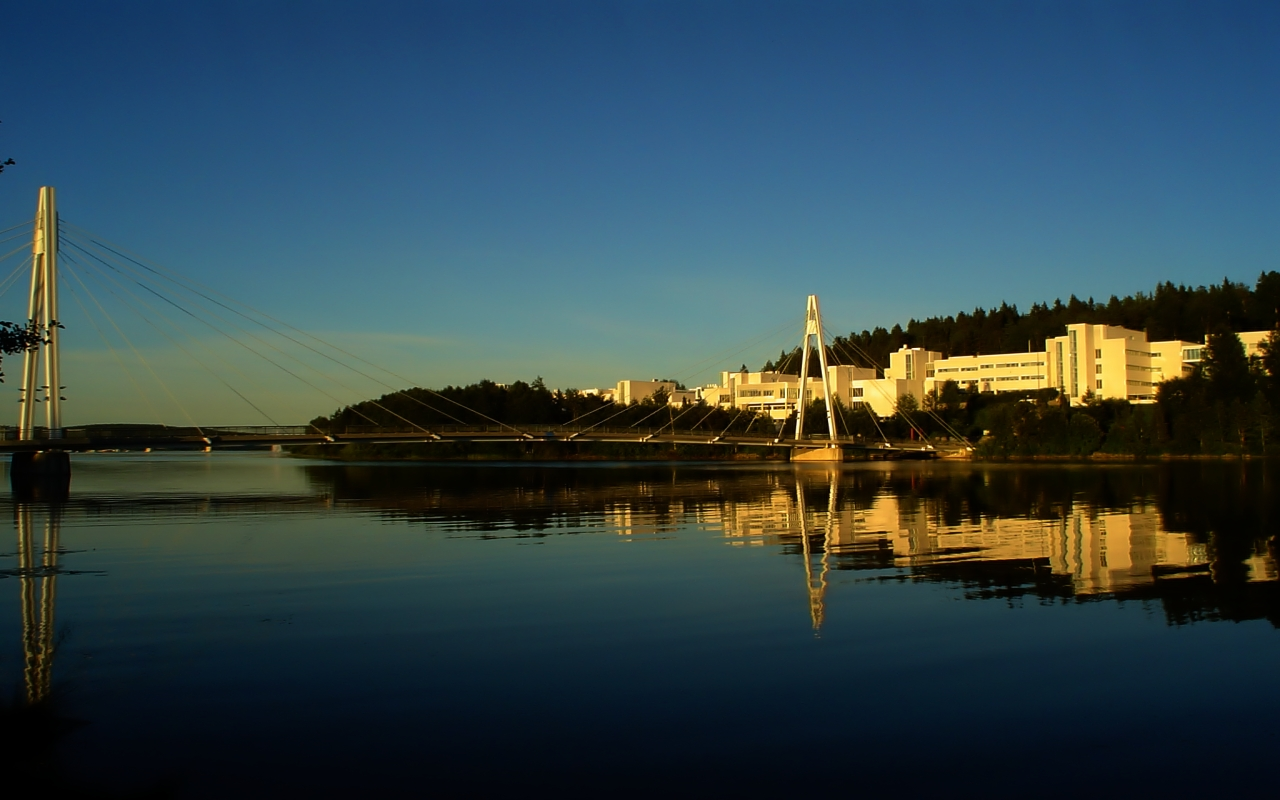
于韋斯屈萊大學的于利斯托林內（Ylistönrinne）校區一景

在芬蘭有兩種高等教育方向，一種為傳統大學（芬蘭語：yliopisto）以及应用科学大學（芬蘭語：ammattikorkeakoulu）。申請大學入學基本上依照高中时的平均分、高中畢業考試，以及大學入學考試。評選過程完全透明，擇優以及客觀。不需要寫申請書，沒有人為因素，沒有少數民族因素，以及課外活動加權。更重要的是，大學入學考試很少大量的選擇題，而是少量複雜的考题取代機械式的背誦問題。因此，芬蘭的大學录取过程也與其它國家大不相同。
芬蘭的一般大學教育專注在研究上，以及給予理論教育。芬蘭的應用科学大學則專注在社會所需的工作上，以及對產業發展有所連結。關於研究的性質更加實際，而且將理論應用到解決問題上。舉例來說：醫生為大學的毕业生，而注册护士以及工程師則是應用科学大學的毕业生。(不過，芬蘭的大學也授予護理科學以及工程學科的学位)。職業學校以及應用科学大學是由地方政府管理，或是特殊情況下為私立學校。（例外為警察學院，由芬蘭內政部管理。）所有的芬蘭大學，在2010年前都是政府所有，但是之後修法改為基金會形式或是公司形式。一般大學学士畢業約需要三到四年。根據科系不同，有些雖然中間大學畢業，但最終目標為碩士。應用科学大學的學士，通常需要3.5至4.5年。在芬蘭，應用科学大學的學位法律上不會比普通大學的学位低，但是芬蘭以外的國家，往往會視應用科学大學的學位低於普通大學的学位。
普通大學和應用科学大學的学士毕業生可以申請相应普通大學或應用科学大学的碩士班。学士学位毕业且有三年相应领域工作经历后，他们才有资格申请应用科学大学的以职业和研究为导向的硕士班。一般大学的学士也有资格申请应用科学大学的硕士班，但他们必须多修一些课程。应用科学大学的硕士课程一般需要两年时间，并可以边工作边学习。硕士后的学位，即副博士和博士，只能在一般大学里才能获取。所有硕士毕业者均有资格申请读博。
一般芬蘭的高等學校並不收取學費。不過，從1990年代後，芬蘭政府有計畫的開始向歐洲聯盟之外的學生收取學費。學生組織反對這樣的方式。在芬蘭的大學中，所有學生強制加入學生會。應用科学大學的學生也有學生會，但是採學生自願加入，不過不包含學生特別健保（由學生會負擔保費）。芬蘭的學生有權享受学生补贴，但是如果学业沒有持續進展則會被取消。不過学生补贴通常不足，因此很多學生通常會工作並持續念書。也提供就學貸款。
一些大学提供具有专业执照的学位。这些学位除了完成所需课程之外还有额外的要求，如展示在行业做事的能力。舉例來說醫學硕士學位（芬蘭語：Lääketieteen lisensiaatti）。醫學學士（芬蘭語：lääketieteen kandidaatti）只能在高级医护人员的指导下進行臨床工作。而医学硕士确能独立工作，因为这个学位同时带有医生执照。所以醫學硕士虽然在芬英文中带有“副博士”（Licentiate）的字眼，但它不等同于其它学科的副博士，而是一个硕士学位。醫學博士在芬兰语中称为。
取得碩士學位後，还有兩个更高的研究生学位，一種為过渡性的研究生學位，稱為「副博士」，以及「博士學位」。副博士的學位项目在理论学习的数目上跟博士项目一样多，但是對於學位論文要求更少一点。另一方面，芬蘭對於博士的要求則比其他國家還高。
最常見的芬蘭博士學位名稱為「哲學博士」（芬蘭語：filosofian tohtori）。然而，理工大學則授予「科學博士(技术)」学位（芬蘭語：tekniikan tohtori）。此外不同学科有不同的博士学位称呼，如醫學類稱呼為「芬蘭語：」，藝術類博士則是「芬蘭語：」，而社會科學則是「芬蘭語：」。

## 成人教育
一般結束三年中學教育以及正式畢業後可以往上進修，但是需要通過大學入學考試才能進入大學就讀。而後中學教育(Post-secondary education) 則由芬蘭政府提供學校或是獨立「成人教育中心」，給予職業教育或是給予中學階段程度的教育。在此類學校就讀可以獲得高中畢業證書或是更好的中學學校成績。成人也可以在此類成人教育中心獲得新的知識。例如新的經濟學知識。
在大學中，也有一種「開放大學」（芬蘭語：Avoin yliopisto）的課程，非大學生也可以報名就讀这些大學课程，無須考試申請，但是必須付費 (例如一個課程60歐元)。應用科学大學也有類似的課程（芬蘭語：Avoin ammattikorkeakoulu）。在「開放大學」就讀的學生無法取得學位，不過如果修讀足夠的科目以及取得高分後，有機會可以轉入相应科系。
第三種成人教育稱作「vapaa sivistystyö」，意即「自由教育」（Free Education）。這是由政府補助，獨立機構建構各種課程以及學程等級供學生就讀。「自由教育」的目的並不是提供專業訓練或是學位，而是「提供人格多元發展，溝通能力，以及追求民主平等以及多樣化的社會」。歷史上來說「自由教育」源自於19世紀晚期，提供給當時大部分幾乎沒有學習經驗的一般人。
「自由教育」由以下機構提供：
- 206个市民學院（芬蘭語：kansalaisopisto）或工人學院（芬蘭語：työväenopisto）
- 88个人民學院（芬蘭語：kansanopisto）
- 14个運動訓練中心（芬蘭語：liikunnan koulutuskeskus）
- 20个暑期大學（芬蘭語：kesäyliopisto）
- 11个學習中心（芬蘭語：opintokeskus）

最常見的一種自由教育機構為市民學院，因為歷史上的緣故有的机构稱为工人學院。這類大多是晚間型的課程，提供語言、手工藝以及人文學類課程。課程相當多樣化，而且大部分課程不要求額外知識。而人民學院则是住宿學校，通常是由宗教或是特殊團體提供的。這類課程也非常多元化。這些課程也會要求一定的學費。運動訓練中心則是提供職業或是半職業運動員訓練。暑期大學以及學習中心則是組織這些「自由教育」的輔助机构。

## 語言
在芬蘭，其中一個優勢為外國語言能力。所有學生都至少會學兩種外語，主要是英語與瑞典語，至少學到高中階段。曾經有公民團體倡議解除強制學習瑞典語，不過2014年的投票結果没有通過。

## 外部連結
- 芬兰教育文化部官方网站 （页面存档备份，存于） （英文） （文） （瑞典文）
- 芬兰国家教育局 （页面存档备份，存于） （英文） （文） （瑞典文）
- Study in Finland （页面存档备份，存于） （英文）